# علاء الدين محمد بن الحسن
ولد الاِمام علاء الدين محمد بن الاِمام جلال الدين سنة 608 هـ في قلعة آلموت، وجلس على أريكة الاِمامة الاِسماعيليّة سنة 618 هـ، وهو في العاشرة من عمره، ودامت إمامته 35 عاماً. وقد اهتم بالعلم والعلماء مثل محيي الدين بن عربي ونصير الدين الطوسي وشمس الدين الطبري وغيرهم ليمثل عهده نهضة ثقافية كبيرة للإسماعيليين وتوفي سنة 653 هـ.